# Dorfkirche Ringethal

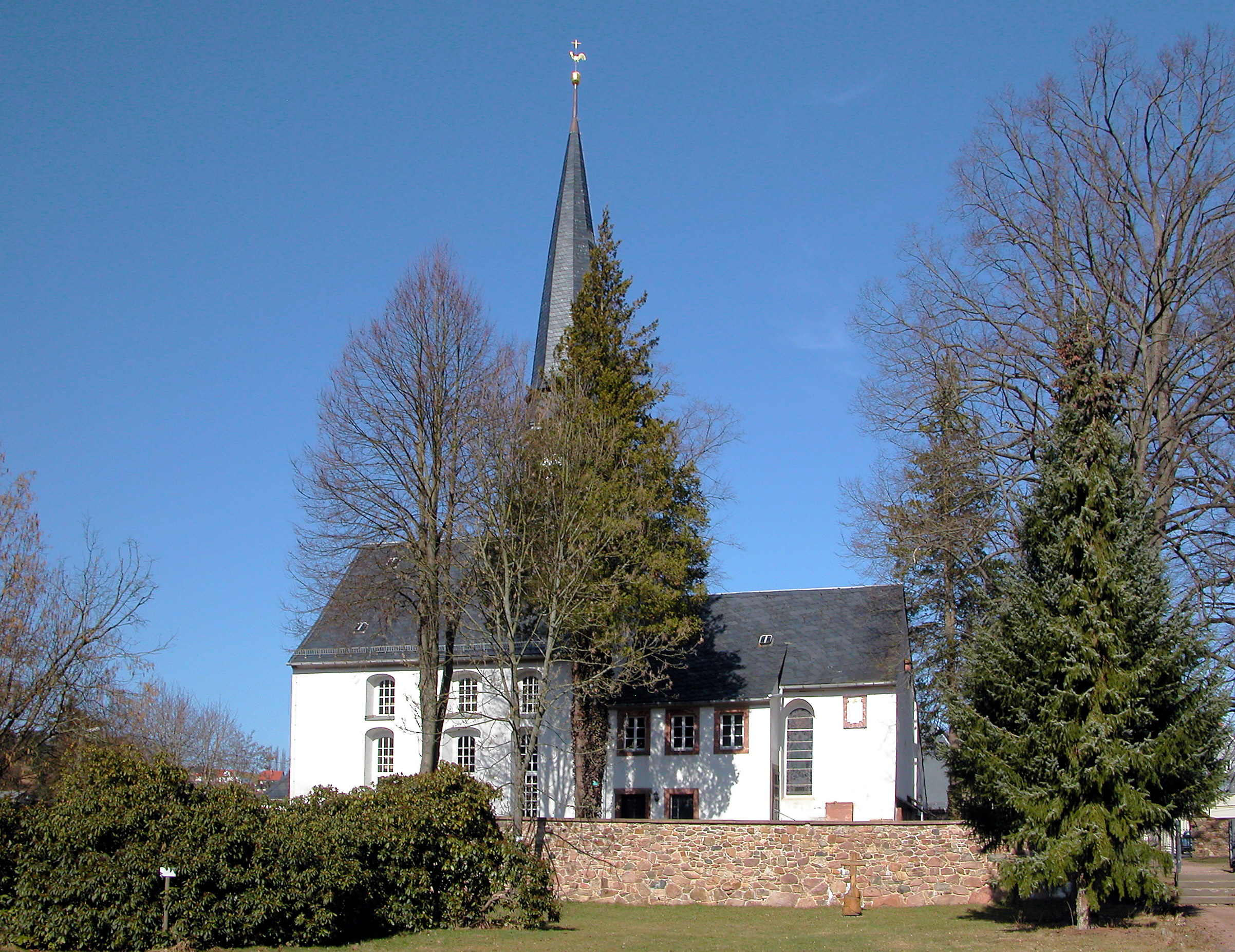
Dorfkirche Ringethal

Die evangelische Dorfkirche Ringethal ist eine ursprünglich romanische, später gotisch und barock umgebaute Saalkirche im Ortsteil Ringethal von Mittweida im Landkreis Mittelsachsen. Sie gehört zur Kirchengemeinde Mittweida im Kirchenbezirk Leisnig-Oschatz der Evangelisch-Lutherischen Landeskirche Sachsens und ist vor allem für ihre Gottfried Silbermann zugeschriebene Orgel bekannt.

## Geschichte und Architektur

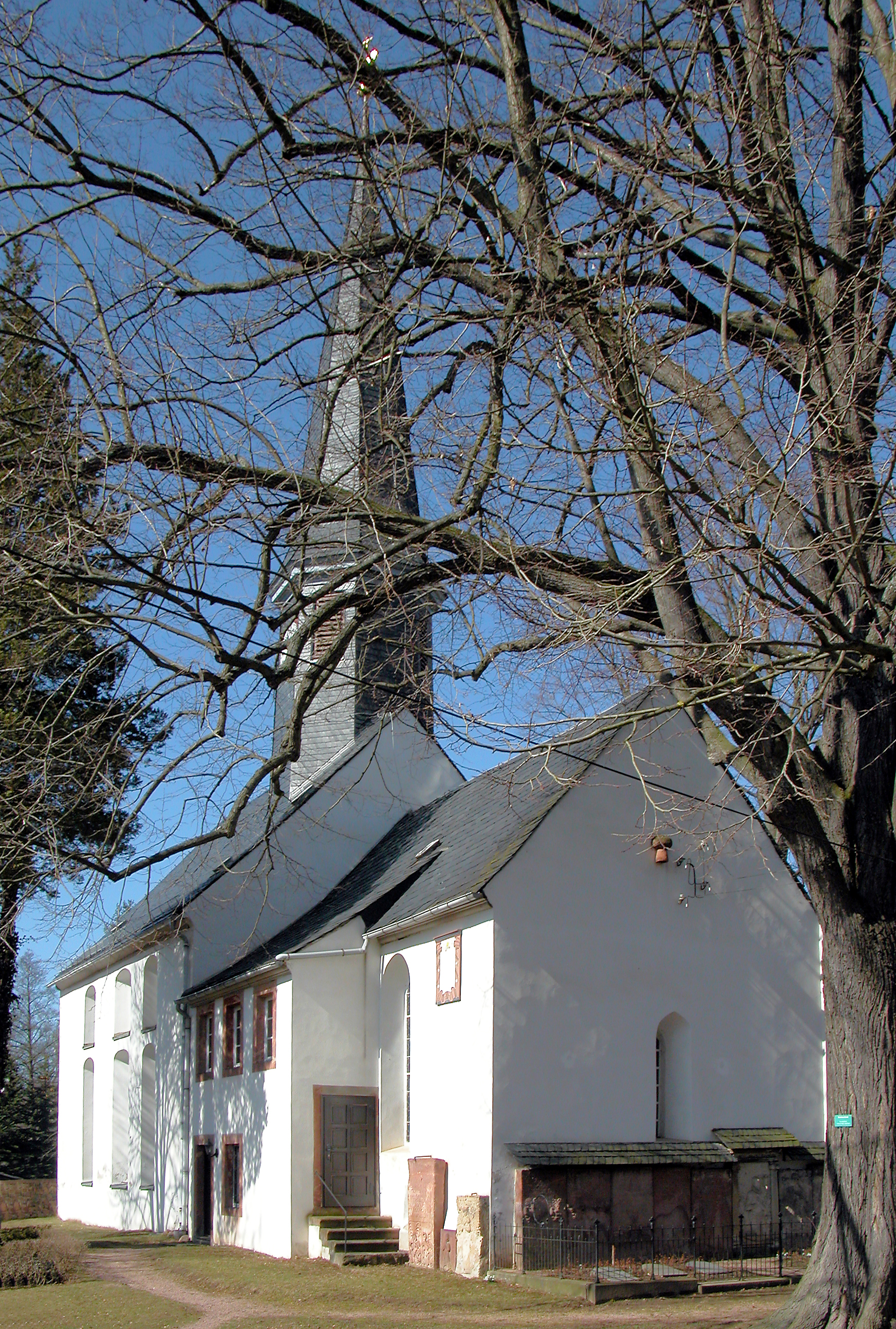
Ansicht von Südost

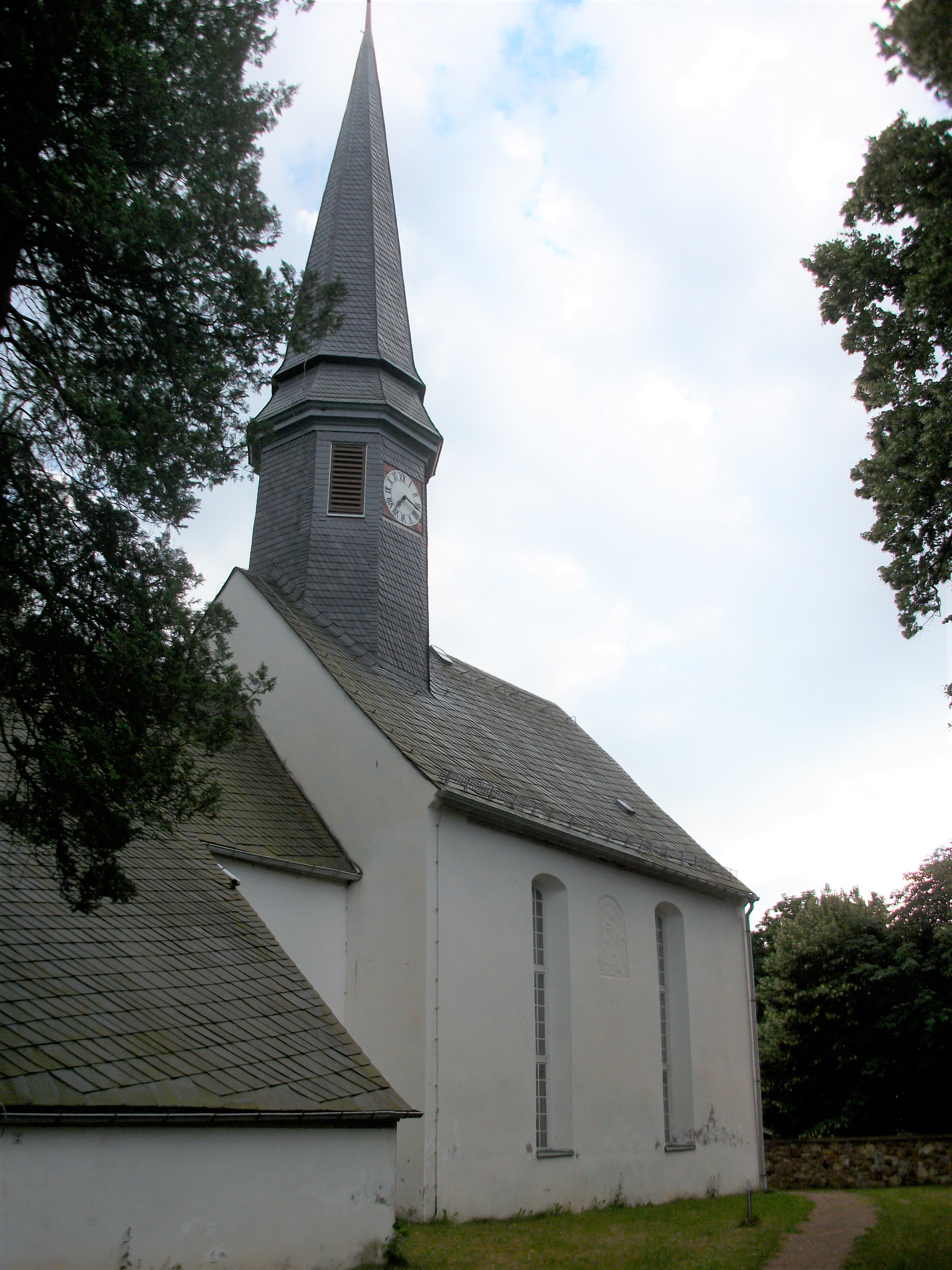
Ansicht von Nordost

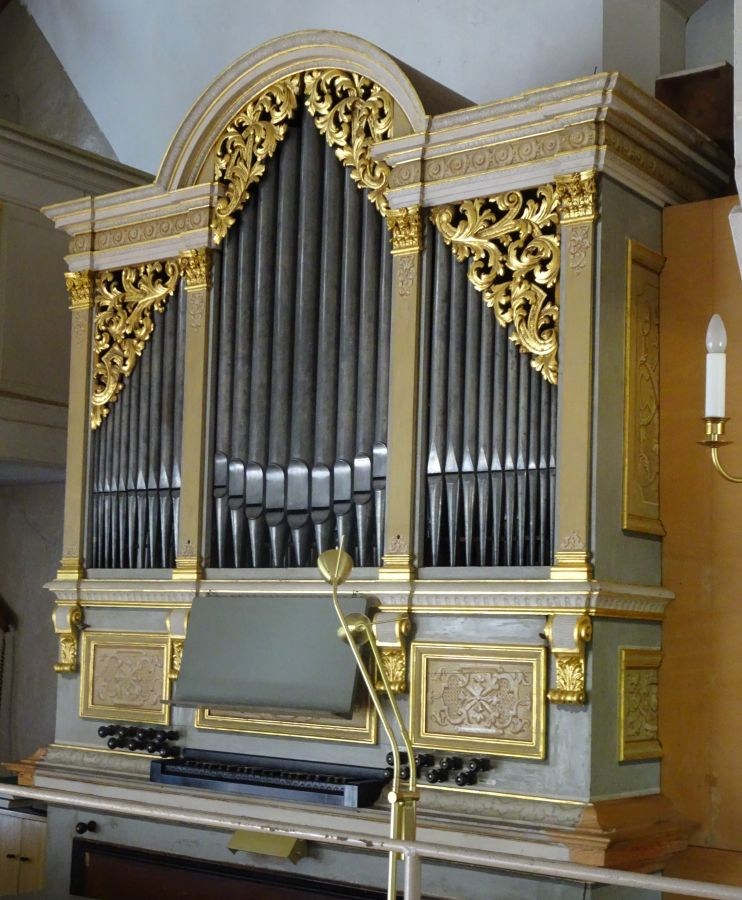
Orgel

Die aus dem 12. Jahrhundert stammende, ursprünglich romanische Saalkirche erfuhr um 1490 gotische Veränderungen wie die Verlängerung des Chores und die Hinzufügung eines Dachreiters. Nach 1742 wurden eine Patronatsloge, Emporen und große Fenster eingebaut. Eine Restaurierung wurde 1884 vorgenommen. Im Jahr 1964 wurde der Innenraum unter Verlegung der Orgelempore nach Westen und Freilegung eines gotischen Fensters umgestaltet. Die Kirche ist ein verputzter Bruchsteinbau mit eingezogenem, gerade geschlossenem Chor mit Anbauten wie Loge, Sakristei und einem achteckigen Dachreiter mit hohem Helm.
Der kleine Innenraum wird durch eine schlichte Felderdecke abgeschlossen und ist durch die Emporen an drei Seiten geprägt, die an der Nordseite zweigeschossig ausgebildet sind. Ein romanischer Triumphbogen führt zum flachgedeckten Chor. Ein gotisches Porphyrportal mit Stabwerk ist an der Nordseite des Chores angeordnet, an der Südseite die als Herrschaftsloge gestaltete Empore. Die Sakristei wird durch ein Tonnengewölbe abgeschlossen.

## Ausstattung
Ein schlichter blockartiger Altar mit Weihekreuzen stammt noch aus dem Mittelalter, das Altarkreuz und die Leuchter sind aus dem 18. Jahrhundert. Die pfeilerartige Sandsteintaufe mit achteckigem Fuß und runder Kuppa ist um 1490 entstanden. In der Vorhalle steht eine weitere Taufe aus Sandstein von 1864, deren achteckige Kuppa mit Maßwerk verziert ist. Ein überlebensgroßes Kruzifix stammt aus der zweiten Hälfte des 13. Jahrhunderts. An der Ostwand ist eine schlichte Sakramentsnische aus Porphyr mit dreieckigem Abschluss aus der Zeit um 1490 angebracht.
An den Außenwänden der Kirche sind mehrere Grabmäler des 16. bis 18. Jahrhunderts aufgestellt, darunter das eines Angehörigen derer von Hahn († 1601) mit einem ganzfigurigen Relief eines knienden Mannes in Rüstung zwischen ionischen Pfeilern.

## Orgel
Die kleine Orgel ist ein Werk vermutlich aus der Zeit um 1725 mit ursprünglich sechs Registern auf einem Manual und Pedal. Sie wird Gottfried Silbermann wegen des (hier leicht abgewandelten) charakteristischen Stils seiner Werkstatt zugeschrieben. Sie wurde erstmals 1800 in einem handschriftlichen Verzeichnis der Werke Silbermanns von Johann Gottfried Fischer (1751–1821) erwähnt und stand vermutlich zunächst im Haus des Ritterguts Ringethal. Es ist anzunehmen, dass die Orgel um 1762 kriegsbedingt in die Kirche überführt und auf einer Empore über dem Altar aufgestellt wurde.
In den Jahren 1842/1843 wurde die Orgel durch Christlieb Ladegast mit einem weiteren Register und einem Pedal mit Pedalkoppel und dem Register Subbaß 16′ ausgestattet und die Quinte 1 1⁄3′ in eine tiefere Tonlage versetzt. Vermutlich wurde die Orgel damals auch höher gestimmt und mit gleichstufiger Temperatur versehen. Bei einer Reinigung im Jahr 1935 durch die Orgelbauwerkstatt Jehmlich wurde das bei der vorherigen Überarbeitung hinzugefügte Register wieder entfernt. In den Jahren 1964/1966 wurde die Orgel durch Reinhard Schmeisser auf die Westempore versetzt und mit einem neuen Gebläse ausgestattet; dabei wurde auch die Quinte wieder in die originale Tonlage versetzt. Im Jahr 1995 wurde eine Restaurierung durch die Firma Eule Orgelbau Bautzen durchgeführt. Die Disposition lautet:
| Manual CD–c3    |       |
| Gedackt         | 8′    |
| Principal B/D   | 4′    |
| Rohr-Flöthe B/D | 4′    |
| Octava B/D      | 2′    |
| Qvinta B/D      | 1 ⁄2′ |
| Sifflet B/D     | 1′    |

| Pedal CD–c1 |     |
| Subbass     | 16′ |

- Koppeln: I/P

Anmerkungen
1. ↑  später hinzugefügt

Technische Daten
- Winddruck: 55 mmWS
- Schleifwindlade
- Trakturen: mechanisch
- Stimmung:
  - Tonhöhe: a1 = 439,2 Hz
  - Art: gleichstufig

## Geläut
Das Geläut besteht aus drei Eisenhartgussglocken, der Glockenstuhl und die Glockenjoche sind aus Stahl beziehungsweise Gusseisen gefertigt.
Im Folgenden eine Datenübersicht des Geläutes:
| Nr. | Gussdatum | Gießer                       | Material      | Durchmesser | Masse  | Schlagton |
| --- | --------- | ---------------------------- | ------------- | ----------- | ------ | --------- |
| 1   | 1955      | Glockengießerei S. Schilling | Eisenhartguss | 890 mm      | 450 kg | a′        |
| 2   | 1955      | Glockengießerei S. Schilling | Eisenhartguss | 742 mm      | 260 kg | c″        |
| 3   | 1955      | Glockengießerei S. Schilling | Eisenhartguss | 654 mm      | 175 kg | d″        |